# Four World Financial Center
250 Vesey Street, wcześniej 4 World Financial Center – wieżowiec biurowy należący do kompleksu World Financial Center na nowojorskiej dzielnicy Lower Manhattan na Manhattanie. posiada wysokość 152 metrów (do dachu) i 34 piętra. Jest to najniższy budynek kompleksu WFC. Budowa budynku rozpoczęła się w 1984 roku, a skończyła się w sierpniu 1986. Obecnie biurowiec znajduje się pod adresem "250 Vesey Street". 
Budynek został poważnie uszkodzony w zamachach z 11 września. Ponadto przed tymi zamachami był bardzo charakterystyczny z bliźniaczymi wieżami World Trade Center.